# Lucille Ricksen

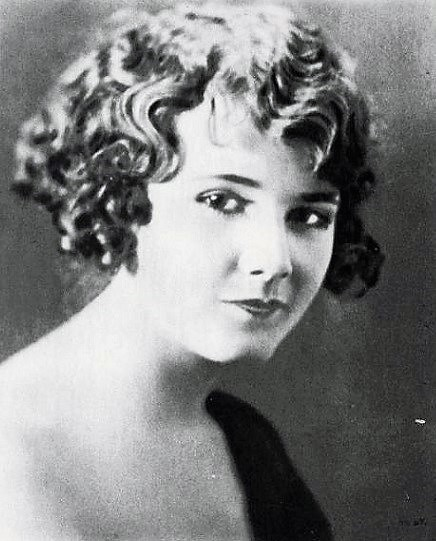
Lucille Ricksen (1924)

Lucille Ricksen (właściwie Ingeborg Myrtle Elisabeth Ericksen; ur. 22 sierpnia 1910 w Chicago; zm. 13 marca 1925 w Los Angeles) – amerykańska aktorka filmowa z epoki kina niemego.

## Życiorys

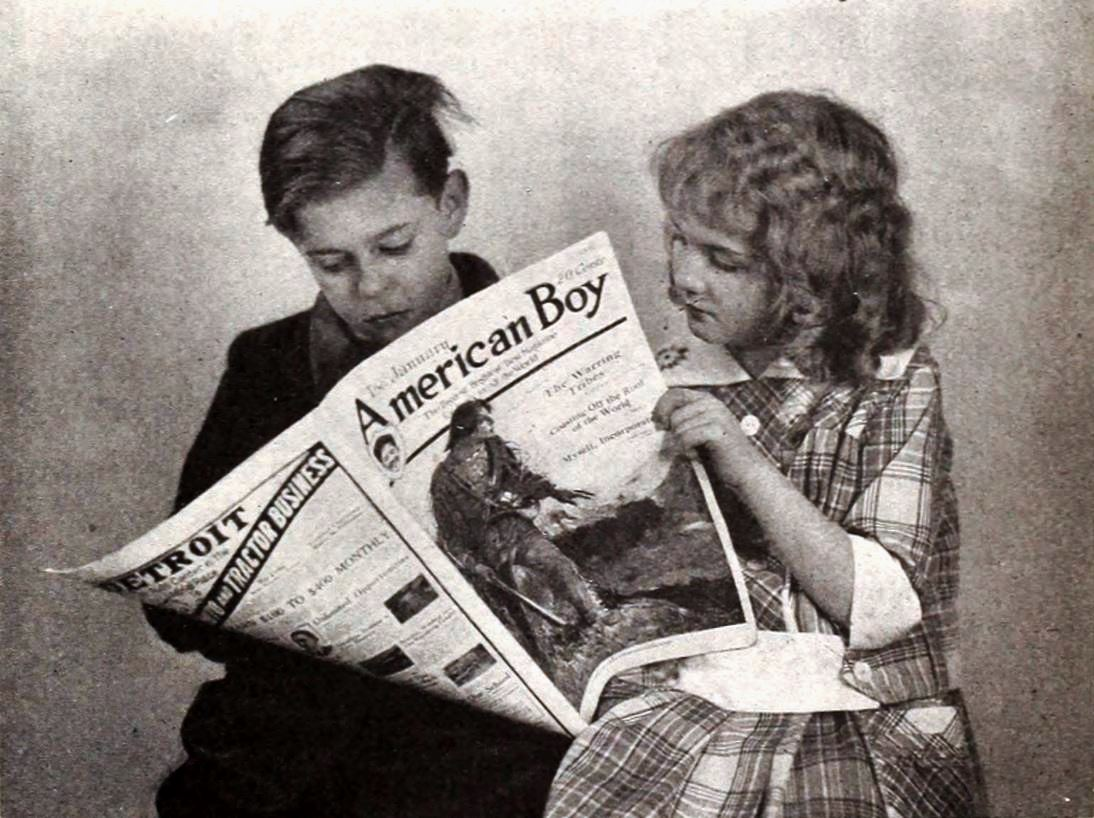
Edward Peil i Lucille Ricksen (luty 1920)

Lucille Ricksen, której rodzice pochodzili ze Skandynawii, zaczęła pracować jako modelka i aktorka w wieku czterech lat. Początkowo występowała tylko w Chicago i okolicach. W 1920 przeprowadziła się do Los Angeles wraz z rodzicami i starszym bratem Marshallem, który sam zagrał kilka ról przed kamerą. W tym samym roku jedenastolatek pojawił się również po raz pierwszy przed kamerą w filmie Edgar and the Teacher's Pet (Edgar i zwierzak nauczyciela) obok Edwarda Peila. W 1921 Ricksen zagrała w The Old Nest (Starym gnieździe), jedyny raz u boku swojego brata.
W ciągu następnych trzech lat pojawiła się w 25 innych filmach przed kamerą, w których grała obok znanych nazwisk takich, jak Conrad Nagel, Anna Q. Nilsson czy Jack Pickford. W 1924 została wybrana jedną z gwiazd Baby WAMPAS. Ricksen zachorowała pod koniec 1924 na gruźlicę i wkrótce zmarła.

## Filmografia
- 1920: Edgar and the Teacher's Pet (Film krótki)
- 1920: Edgar's Hamlet (Film krótki)
- 1920: Edgar's Jonah Day (Film krótki)
- 1920: Edgar Takes the Cake (Film krótki)
- 1920: Edgar's Sunday Courtship (Film krótki)
- 1920: Edgar Camps Out (Film krótki)
- 1920: Edgar's Little Saw (Film krótki)
- 1920: Edgar, the Explorer (Film krótki)
- 1921: Edgar's Country Cousin (Film krótki)
- 1921: Edgar's Feast Day (Film krótki)
- 1921: Edgar, the Detective (Film krótki)
- 1921: The Old Nest
- 1922: The Married Flapper
- 1922: Remembrance
- 1922: The Girl Who Ran Wild
- 1922: Forsaking All Others
- 1922: The Strangers' Banquet
- 1923: The Social Buccaneer
- 1923: One of Three (Film krótki)
- 1923: Under Secret Orders (Film krótki)
- 1923: Trimmed in Scarlet
- 1923: The Secret Code (Film krótki)
- 1923: The Radio-Active Bomb (Film krótki)
- 1923: The Showdown (Film krótki)
- 1923: Human Wreckage
- 1923: The Rendezvous
- 1924: The Judgment of the Storm
- 1924: Idle Tongues
- 1924: The Galloping Fish
- 1924: The Hill Billy
- 1924: Those Who Dance
- 1924: Young Ideas
- 1924: Behind the Curtain
- 1924: Vanity's Price
- 1924: The Painted Lady
- 1925: The Denial